# 内藤町
内藤町（ないとうまち）は、東京都新宿区の町名。新宿副都心に隣接しており、大部分は新宿御苑が占める。「丁目」の設定のない単独町名である。住居表示未実施地域。

## 地理
東京都新宿区の南部に位置する。町域の北から西は新宿区新宿一・二・三・四丁目及び同区四谷四丁目に接する。東部は概ね外苑西通り（東京都道418号北品川四谷線）を境として新宿区大京町に接し、南部は渋谷区千駄ヶ谷に接する。
町域の大部分を新宿御苑の敷地が占めるが、新宿御苑の東側、外苑西通りに沿った区域は住宅地となっている。また、町域西端には東京都立新宿高等学校が置かれる。新宿御苑の敷地内を新宿区と渋谷区の境界線が通り、御苑敷地の南側部分は渋谷区千駄ヶ谷六丁目に属している。
町域南側は新宿御苑を水源とする渋谷川の上流であり、千駄ケ谷駅方向に向かって坂を下る形になる。靖国通りから外濠、神田川と辿る水系と、渋谷川水系の分水嶺でもある。

## 歴史

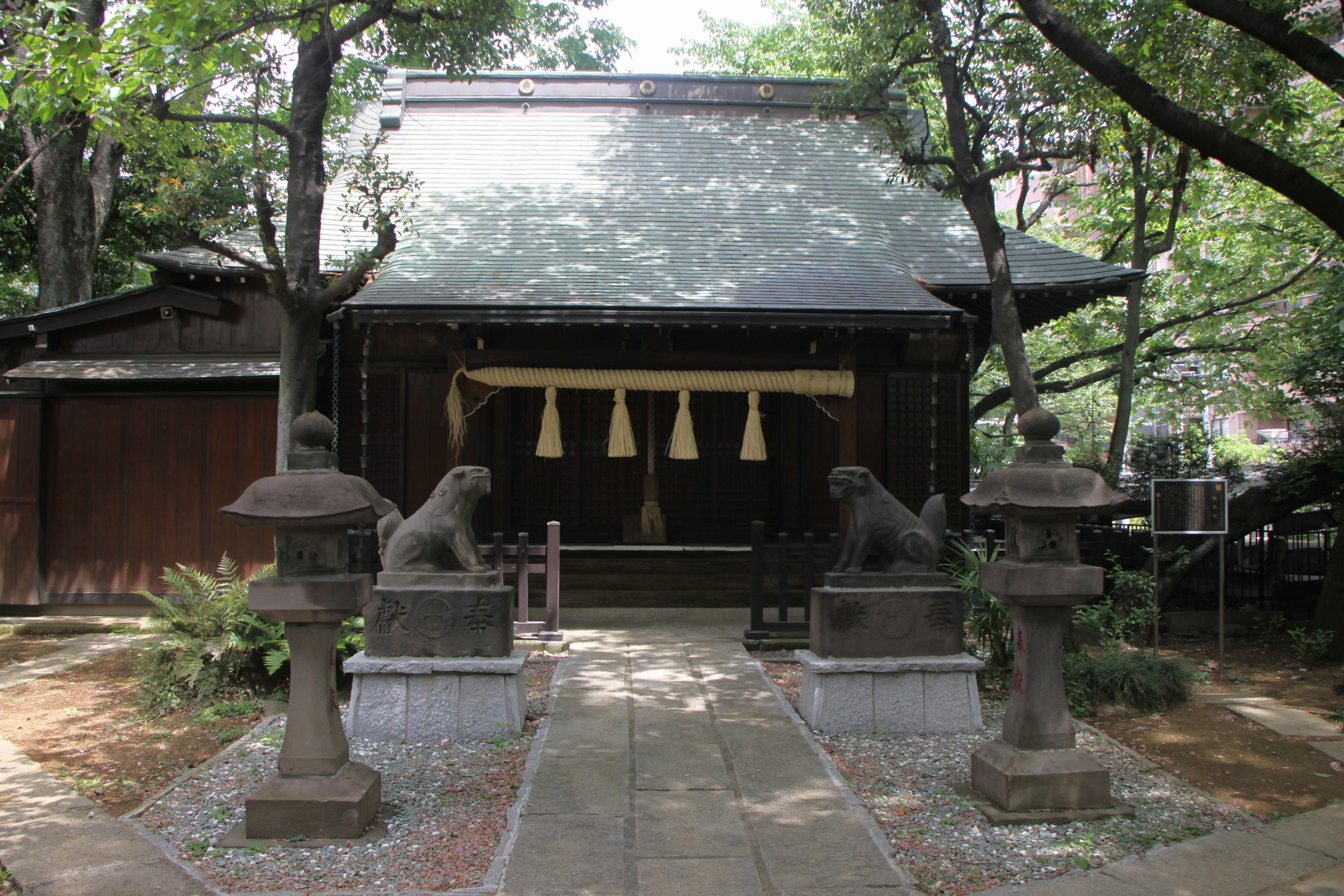
多武峯内藤神社

### 地名の由来
町名は、この一帯が江戸時代に高遠藩主・内藤家の中屋敷だったことに由来する。町内には、内藤家の祖先とされる藤原鎌足を祀った多武峯内藤神社も存在する。四谷大木戸跡碑も残る。

## 世帯数と人口
2025年（令和7年）3月1日現在（新宿区発表）の世帯数と人口は以下の通りである。
- 世帯数 : 666世帯
- 人口 : 1,249人

### 人口の変遷
国勢調査による人口の推移。
| 年                 | 人口  |
| ------------------ | ----- |
| 1995年（平成7年）  | 534   |
| 2000年（平成12年） | 599   |
| 2005年（平成17年） | 829   |
| 2010年（平成22年） | 951   |
| 2015年（平成27年） | 1,012 |
| 2020年（令和2年）  | 1,201 |

### 世帯数の変遷
国勢調査による世帯数の推移。
| 年                 | 世帯数 |
| ------------------ | ------ |
| 1995年（平成7年）  | 261    |
| 2000年（平成12年） | 307    |
| 2005年（平成17年） | 416    |
| 2010年（平成22年） | 492    |
| 2015年（平成27年） | 483    |
| 2020年（令和2年）  | 664    |

## 学区
区立小・中学校に通う場合、学区は以下の通りとなる（2018年8月時点）。
- 区域 : 全域
  - 小学校 : 新宿区立四谷第六小学校
  - 中学校 : 新宿区立四谷中学校

## 交通
鉄道駅として、東京メトロ丸ノ内線新宿御苑前駅が利用可能である。地域南部では総武線（各駅停車）の千駄ケ谷駅も徒歩圏内。

## 事業所
2021年（令和3年）現在の経済センサス調査による事業所数と従業員数は以下の通りである。
- 事業所数 : 71事業所
- 従業員数 : 1,469人

### 事業者数の変遷
経済センサスによる事業所数の推移。
| 年                 | 事業者数 |
| ------------------ | -------- |
| 2016年（平成28年） | 59       |
| 2021年（令和3年）  | 71       |

### 従業員数の変遷
経済センサスによる従業員数の推移。
| 年                 | 従業員数 |
| ------------------ | -------- |
| 2016年（平成28年） | 1,011    |
| 2021年（令和3年）  | 1,469    |

## 施設
- 新宿御苑
- 四谷区民センター
  - 新宿区立四谷図書館
  - 四谷地域センター
  - 四谷区民ホール
- 新宿区内藤町自転車保管所
- 四谷大木戸郵便局
- 東京都立新宿高等学校 - 敷地は新宿区と渋谷区にまたがっている。学校の住所はかつては渋谷区千駄ヶ谷であったが、改築により渋谷区側に建てられていた校舎が新宿区側に移ったことに伴い、住所も新宿区内藤町に変更された。
- 多武峯内藤神社
- ワニマガジン社本社
- 日本ポストプロダクション協会

## その他

### 日本郵便
- 郵便番号 : 160-0014[3]（集配局 : 新宿郵便局[15]）。